# Milan Růžička
Milan Růžička (25. května 1937 Prostějov – 4. března 2011 Praha) byl český televizní a filmový režisér a scenárista.
Natočil celkem osm celovečerních hraných filmů a dále dokumentární snímky a televizní projekty. Mezi jeho známé filmy patří Trhala fialky dynamitem (1992) a Hotýlek v srdci Evropy (1993). V 90. letech 20. století natočil jeden díl seriálu Detektiv Martin Tomsa. V roce 2005 režíroval seriál Ulice na TV Nova.
Po roce 2000 se více věnoval dokumentární tvorbě. Za třídílný portrét herce Huga Haase získal cenu Pierot Českého televizního a filmového svazu. V České televizi se podílel na programech brněnského Křesťanského magazínu a na dokumentárním cyklu Bílá místa.